# Lasse Norman Hansen
Lasse Norman Hansen (n. 11 februarie 1992, Faaborg, regiunea Syddanmark, Danemarca) este un ciclist de performanță ce a reprezentat Danemarca, medaliat olimpic. A participat la 3 ediții ale Jocurilor Olimpice (2012, 2016, 2020) în care a câștigat o medalie de aur.